# Boa Vista Serviços
Boa Vista Serviços é uma empresa de analytics  que administra dados que reúnem informações comerciais e cadastrais de mais de 130 milhões de empresas e consumidores com abrangência nacional.

## História
Lançada em dezembro de 2010, para operar o SCPC, a Boa Vista Serviços nasce a partir da parceria da Associação Comercial de São Paulo, o Fundo de investimentos TMG Capital, o Clube dos Dirigentes Lojistas do Rio de Janeiro, a Associação Comercial do Paraná e a Câmara dos Dirigentes Lojistas de Porto Alegre com um capital inicial de cerca de R$ 808 milhões.
Em junho de 2011, assume as operações brasileiras da Equifax, empresa com sede nos Estados Unidos, líder mundial no segmento de informação de crédito. Com essa ação a empresa passa a cerca de 40% de participação no mercado de informações crediticias no país. Em 2023, a Equifax passou a ser o controlador da Boa Vista Serviços.

## Serviços
O SCPC, o serviço central de proteção ao crédito, atende a mais de um milhão de clientes direta ou indiretamente, com cerca de 145 milhões de transações realizadas mensalmente.
A empresa possui uma iniciativa para orientar o movimento de conscientização do uso do crédito e gestão do orçamento doméstico. Através do Movimento de Apoio ao Consumidor, a empresa orienta o consumidor e apoia no controle de orçamento doméstico.
Neste sentido, a Boa Vista Serviços está preparada para o Cadastro positivo, e apresenta soluções para atender essa nova realidade na concessão de créditos no mercado brasileiro.